# Стахановское сельское поселение
Стахановское се́льское поселе́ние (укр. Стахановське сільське поселення, крымскотат. Бешуйли Илякъ кой юрту, Beşüyli İlâq köy yurtu) — муниципальное образование в составе Первомайского района Республики Крым России.

## География
Поселение расположено на крайнем юго-востоке района, в степном Крыму, у границ с Красногвардейским и Сакским районами. Из сельских поселений Первомайского района граничит только с Черновским на севере.
Площадь поселения 82,02 км².
Транспортное сообщение осуществляется по региональной автодороге 35Н-419 от шоссе Красноперекопск — Симферополь (по украинской классификации — С-0-11034).

## Население
| 2001 | 2014 | 2015 | 2016 | 2017 | 2018 | 2019 |
| ---- | ---- | ---- | ---- | ---- | ---- | ---- |
| 1175 | ↘857 | ↗859 | →859 | ↘846 | ↘838 | ↘837 |
| 2020 | 2021 |      |      |      |      |      |
| ↘835 | ↗944 |      |      |      |      |      |

## Состав сельского поселения
Поселение включает 2 населённых пункта:
| № | Населённый пункт | Тип населённого пункта | Население на 2014 год |
| - | ---------------- | ---------------------- | --------------------- |
| 1 | Стахановка       | село, центр            | ↘857                  |
| 2 | Дальнее          | село                   | ↘0                    |

## История
Между 1968 годом, когда он ещё не существовал, и 1974 годом, когда описан в составе Красногвардейского района в книге «Історія міст і сіл Української РСР. Том 26, Кримська область.», был образован Стахановский сельский совет. Время переподчинения совета Первомайскому району пока не установлено — известно, что это произошло между 1 июня 1977 года (на эту дату село ещё в Красногвардейском районе) и 1985 годом, поскольку в перечнях административно-территориальных изменений после этой даты не упоминается. С 12 февраля 1991 года сельсовет в восстановленной Крымской АССР, 26 февраля 1992 года переименованной в Автономную Республику Крым. По Всеукраинской переписи 2001 года население совета составило 1175 человек. С 21 марта 2014 года в составе Крыма аннексировано Россией. Законом «Об установлении границ муниципальных образований и статусе муниципальных образований в Республике Крым» от 4 июня 2014 года территория административной единицы была объявлена муниципальным образованием со статусом сельского поселения.